# Ctenochaetus truncatus
Ctenochaetus truncatus là một loài cá biển thuộc chi Ctenochaetus trong họ Cá đuôi gai. Loài cá này được mô tả lần đầu tiên vào năm 2001.

## Từ nguyên
Từ định danh của loài cá này, truncatus, trong tiếng Latinh có nghĩa là "cụt", ám chỉ đến vây đuôi cụt, không lõm ở cá trưởng thành.

## Phạm vi phân bố và môi trường sống
C. truncatus có phạm vi phân bố rộng rãi ở Ấn Độ Dương. Loài cá này được ghi nhận ngoài khơi Oman và dọc theo vùng bờ biển Đông Phi, bao gồm Madagascar và những quốc đảo, bãi ngầm lân cận; cũng như vùng biển phía nam Ấn Độ, ngoài khơi Sri Lanka, Maldives và Chagos; từ biển Andaman, C. truncatus xuất hiện dọc theo bờ tây của đảo Sumatra (Indonesia), và ngoài khơi quần đảo Cocos (Keeling) và đảo Giáng Sinh của Úc.
C. truncatus sống gần các rạn san hô và bãi ngầm ở vùng nước nông, độ sâu đến ít nhất là 25 m.

## Mô tả

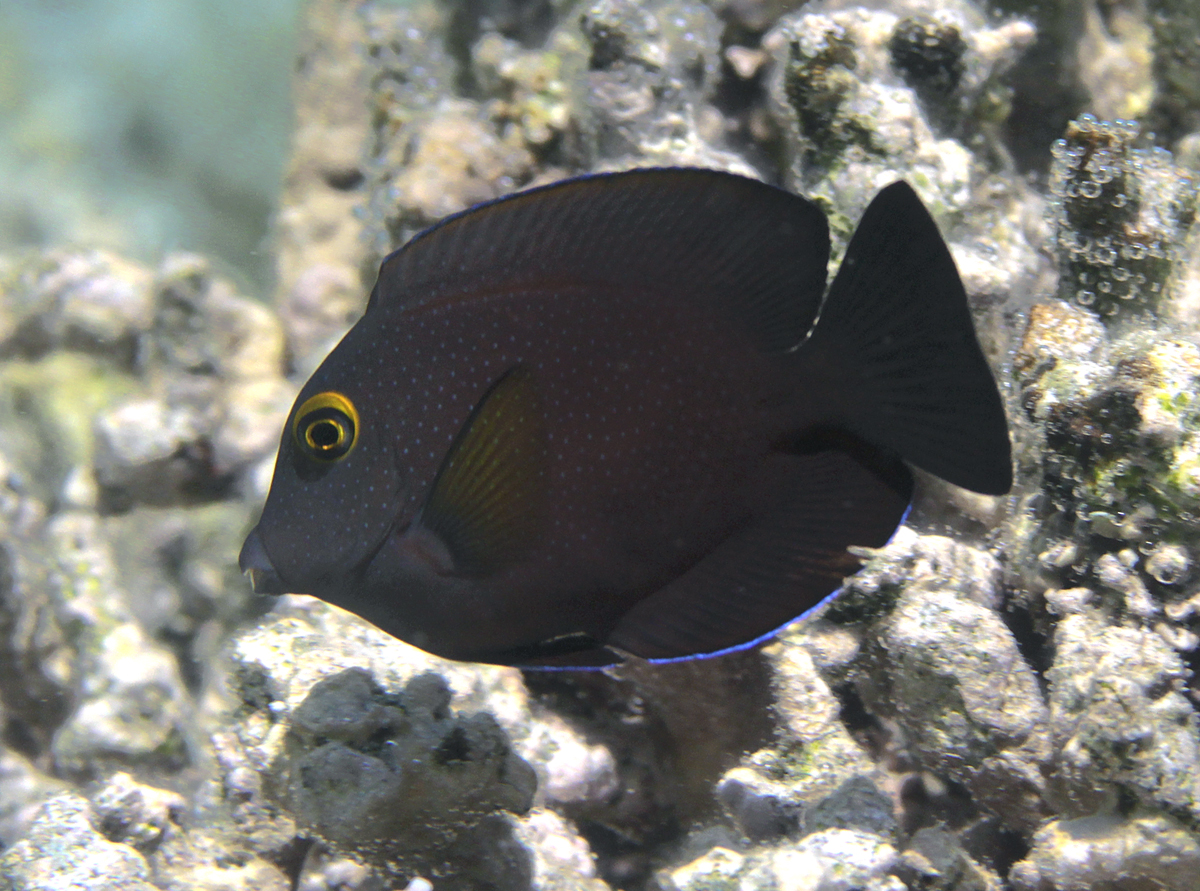
C. truncatus gần trưởng thành (ngoài khơi Réunion)

Chiều dài cơ thể tối đa được ghi nhận ở C. truncatus là 16 cm. Có một mảnh xương nhọn chĩa ra ở mỗi bên cuống đuôi, tạo thành ngạnh sắc. Cơ thể hình bầu dục thuôn dài, có màu nâu xám sẫm., phủ dày đặc những chấm màu vàng và xanh dương nhạt từ đầu đến cuống đuôi. Một đốm vàng tươi nổi bật bao quanh mắt. Vây lưng và vây hậu môn có viền màu xanh lam ánh kim; vây ngực màu vàng nâu.
Rìa đuôi sau gần như thẳng, không lõm sâu ở C. truncatus là một điểm phân biệt giữa chúng với Ctenochaetus strigosus, một loài đặc hữu của quần đảo Hawaii và cũng có quầng mắt màu vàng tươi. Ngoài ra, hai bên thân của C. truncatus chi chít những đốm chấm, trong khi ở C. strigosus là những đường sọc màu xanh lam nhạt.
Số gai ở vây lưng: 8; Số tia vây ở vây lưng: 25 - 27; Số gai ở vây hậu môn: 3; Số tia vây ở vây hậu môn: 23 - 25.

## Sinh thái
C. truncatus có thể sống đơn độc hoặc hợp thành từng nhóm nhỏ. Thức ăn của các loài trong chi Ctenochaetus này chủ yếu là các loại tảo và vụn hữu cơ. Chúng dùng răng của mình để đẩy cát đá trên nền đáy và xúc những mảnh tảo vụn vào miệng. Các loài Ctenochaetus đều có chung một đặc điểm là dạ dày có thành dày.